# Emile Rampelberg
Emile Rampelberg (* 26. Oktober 1911; † 29. August 2001 in Paris) war ein französischer Textildesigner und Maler.
Emile Rampelberg wurde in Flandern geboren und lebte ab 1918 in Paris. Ab 1939 war er als Textildesigner tätig. 1942 eröffnete er sein eigenes Atelier, in dem rund 30 Mitarbeiter angestellt waren und das er gemeinsam mit seinem Bruder Charles leitete. Rampelberg war bekannt für seine farbenfrohen Stoffentwürfe, die französische Modeschöpfer in ihren Kollektionen verarbeiteten. Für seine Entwürfe erhielt er zahlreiche Auszeichnungen.
Mit dem Textildesign verdiente Rampelberg seinen Lebensunterhalt, daneben malte er, vornehmlich Aquarelle und mit Gouache. 1945 stellte Rampelberg erstmals seine Bilder in seinem Atelier aus. Seine Motive fand er in seiner Heimat Frankreich, aber auch in Italien und Spanien. Nach 1985 verstärkte er seine Tätigkeit als Maler, und seine Gemälde wurden u. a. in Einzelausstellungen in Paris, Straßburg, Brüssel und Solingen gezeigt. Ein Kritiker schrieb 2001 anlässlich einer Ausstellung in Souillac: „Les tableaux de cet artiste, né dans les brumes du Nord, en pays flamand, rendent un hommage coloré aux pays du soleil, à la mer et à la lumière en général dans le style dépouillé, quelque peu géométrique de la peinture actuelle.“ (dt.= „Die Gemälde dieses Artisten, der in den Nebeln des Nordens, in Flandern, geboren wurde, sind eine farbige Hommage an Landschaften mit Sonne, Meer und dem Licht im Allgemeinen, in einem Stil, der weniger geometrisch ist als die aktuelle Malerei.“)